# دانتي سبنوتي
دانتي سبنوتي (بالإنجليزية: Dante Spinotti)‏ (و. 1943  م) هو مصور سينمائي، ومشغل الكاميرا من الولايات المتحدة، وإيطاليا، بدأ مشواره المهني سنة 1980.

## جوائز وترشيحات
حصل على جوائز منها:
جوائز
- الأكاديمية البريطانية لفنون السينما والتلفزيون
- ديفيد دي دوناتيلو

ترشيحات
- جائزة الأوسكار لأفضل تصوير سينمائي، عن عمل: المطلع
- جائزة الأوسكار لأفضل تصوير سينمائي، عن عمل: إل ايه سري للغاية

ترشح لـ:
- جائزة الأوسكار لأفضل تصوير سينمائي، عن عمل: إل ايه سري للغاية
- جائزة الأوسكار لأفضل تصوير سينمائي، عن عمل: المُطّلع.

## وصلات خارجية
- دانتي سبنوتي على موقع IMDb (الإنجليزية)
- دانتي سبنوتي على موقع ألو سيني (الفرنسية)
- دانتي سبنوتي على موقع أول موفي (الإنجليزية)
- دانتي سبنوتي على موقع بوكس أوفيس موجو (الإنجليزية)
- دانتي سبنوتي على موقع قاعدة بيانات الأفلام السويدية (السويدية)
- دانتي سبنوتي على موقع قاعدة بيانات الفيلم (الإنجليزية)
- دانتي سبنوتي على موقع كينوبويسك (الروسية)